# Pałac w Bielicach
Pałac w Bielicach – pałac położony w miejscowości Bielice, w gminie Kożuchów, w powiecie nowosolskim, w województwie lubuskim.

## Historia
Dwór w Bielicach wzmiankowany jest w końcu XVIII w. Budowę obecnego obiektu rozpoczęto w 1865 r. z inicjatywy ówczesnych właścicieli rodziny von Rosenegk. Budowę pałacu zakończono w 1867 r. Obok pałacu powstał park krajobrazowy założony przez ogrodnika Scholza z Żar. Po wojnie mieściły się tu biura i mieszkania pracownicze PGR-u. Następnie przez kilka lat pozostał niezamieszkany. Obecnie odremontowany stanowi własność Jima Gatsby’ego, australijskiego piosenkarza i kompozytora cygańskiego pochodzenia. Jego córka Sandra, będąca inżynierem dźwięku, utworzyła w piwnicach zamku studio nagrań – "Studio 100%".

## Architektura
Budynek w stylu neogotyckim, dwukondygnacyjny, założony na planie prostokąta z wieloma ryzalitami, wieżą zegarową zwieńczoną krenelażem i sterczynami od strony północnej. Elewacje zdobione gzymsami i fryzami, z wysokimi schodkowymi szczytami. Wejście umieszczone od strony wschodniej. Od strony parku umieszczono oszkloną werandę na wysokości piętra, przed nią taras w formie bastei, na który prowadzą schody umieszczone na przeciwległych końcach przyległe do ściany pałacu.